# Casa Antònia Burés
Casa Antònia Burés je modernistický obytný dům z počátku 20. století, nacházející se na ulici Carrer Ausiàs Marc, 42-46, v Barceloně. 

## Historie
Plány byly podepsány Juli Batllevellem, ale zdá se, že byl navržen stavitelem Enricem Piem. Fasáda je tvořena z kamene a vlnitých železných balkonových zábradlí. Zábradlí balkonu v prvním patře je kamenné a po bocích má dvě plošiny. Dva kamenné sloupy ve tvaru stromů rostoucích z ulice nesou dvě tribuny. Na fasádě uprostřed nahoře je busta nejsvětějšího srdce Ježíšova.
Druh stromů je předmětem diskuse. Tradičně bývá řečeno, že jsou to borovice pro vzhled kůry, a podle příjmení stavitele. Rodina a někteří odborníci jako historička Teresa M. Sala argumentují, že jsou to moruše, jak pro morfologii listů tak pro symboliku těchto stromů s textilní minulostí rodiny, protože její listy jsou základní potravinou pro bource morušového.
Je španělskou kulturní památkou lokálního významu.